# La bella vista
La bella vista è una raccolta di poesie di Umberto Fiori, pubblicata nel 2002 da Marcos Y Marcos.
Nel libro l'autore esprime la sua visione del mondo, riflettendo sulla vita quotidiana, attraverso una poesia narrativa, che offre ai lettori una nuova prospettiva per vedere il mondo che li circonda.

## L'opera
Il libro tratta vari temi, in particolare il tempo osservato nella sua natura ciclica e nel modo in cui viene percepito dal soggetto.
Altri temi trattati nella raccolta sono:
- la memoria: il poeta riflette su come il passato influenza il presente;
- la natura: il poeta descrive la meraviglia che suscita in lui la contemplazione della natura e del paesaggio;
- l'arte e la letteratura: il poeta parla di come esse possono influenzare la nostra visione del mondo.

Nelle sue poesie Fiori esprime anche una riflessione etica, che elabora grazie alla sua osservazione del mondo.

## Stile
Lo stile delle poesie presenta, tra le altre, le seguenti caratteristiche:
- una maggiore presenza dell’io accompagnata da un'accresciuta attenzione ai comportamenti umani e alle relazioni io/altri;
- la preferenza assegnata alla forma poetica del poemetto rispetto ai componimenti brevi;
- la scelta di una forma più dialogica;
- il paesaggio non più esclusivamente metropolitano, ma anche naturale (Liguria).

## Approfondimenti
L’uso della similitudine è molto comune all’interno di questa come delle altre opere dell'autore: “Ogni volante, una testa. Come due uova rimaste nel cestello di cartone, il taxista e il cliente guardano avanti.”
Vi è diffuso anche l'ossimoro: "un passo immobile" .